# 로베르 기스카르
로베르 기스카르(프랑스어: Robert Guiscard, 1015년경 – 1085년), 또는 루베르투 귀스카르두(시칠리아어: Rubbertu lu Guiscardu)는 11세기에 남부 이탈리아, 시칠리아에서 활약한 뛰어난 노르만족 정복자이다. 처음에는 풀리아와 칼라브리아의 백작(1057년-1059년) 이었다가 나중에 형 윙프레가 죽자 공작(1059년-1085년) 이 되었다. "기스카르"는 라틴어 Viscardus에서 유래한 말인데 프랑스어로 '교활하다', '영리하다', '여우같다'는 뜻이다.

## 생애
로베르 기스카르는 노르망디의 노르만족인 오트빌(Hauteville) 가문 출신 탕크레드(Tancred)의 아들이다. 루제루 1세의 형으로 노르망디에서 출생하였다. 탕크레드는 12명의 아들이 있었는데 그 중 다섯명은 매우 뛰어난 용병 지도자로 활약하게 된다. 11세기 중반 탕크레드의 아들 중 8명이 함께 노르망디에서 이탈리아로 건너와 이탈리아 남부를 정복하는 데 활약했다.

### 정복자 로베르
1057년 로베르는 아풀리아 백작위를 받았다. 1059년에는 형인 윙프레가 죽었는데, 같은해 8월 23일 멜피에서 열린 교회회의 기간중에 교황 니콜라오 2세에 의해 아풀리아, 시칠리아, 칼라브리아의 공작에 봉해졌다. 당시 아풀리아와 칼라브리아는 비잔티움 제국의 영토였고 시칠리아는 사라센의 지배를 받았는데 교황의 이러한 작위 수여로 인해 그는 합법적으로 이 지역을 정복할 수 있는 길이 열렸다. 1057년부터 1060년 사이, 로베르는 아풀리아와 칼라브리아를 비잔티움 제국으로부터 빼앗아 정복했고 1061년에는 막내동생인 루지에로와 함께 시칠리아를 침략하여 탈취할 계획을 세웠다. 같은해 메시나를 점령해 동생 루지에로에게 시칠리아를 맡긴 후 두 번째로 이탈리아 남부의 완전 정복길에 올랐다.
1071년 비잔티움 제국의 마지막 이탈리아 거점인 바리를 정복하고 이듬해에는 팔레르모를 빼앗아 시칠리아에서 사라센을 완전히 몰아내었다. 1076년에는 롬바르드 왕국의 지술포 2세로부터 살레르노를 빼앗아 자신의 공국의 수도로 삼았다. 이로써 이탈리아 남부 전역의 지배권을 완전히 장악하였다.

### 비잔티움 제국 침공
1073년 비잔티움 제국의 황제 미카일 7세는 로베르와의 군사적 결합을 위해 혼인을 제안했고 이 결합 이후에 로베르는 비잔티움의 제위를 탐내기 시작했다. 1080년 그는 비잔티움 제국의 영토인 아드리아해 연안으로 진출하기 위해 함대를 편성하는 등 전쟁을 준비했다. 비잔티움의 새로운 황제 알렉시우스 1세는 처음에 외교적으로 로베르를 막기 위해 애썼으나 실패했다.
1081년 5월 로베르는 비잔티움의 속주 일리리아의 수도 두라초(지금의 알바니아 두러스)를 침공했다. 로베르의 침략을 맞아 알렉시우스는 베네치아 공화국과 신성 로마 제국의 하인리히 4세에게 도움을 요청하였다. 비잔티움의 황제는 베네치아 공화국의 해군으로 하여금 로베르의 함대를 공격하게 했고 하인리히 4세를 부추겨 로마의 교황 그레고리오 7세를 공격하게 했다. 1081년 10월 두라초 전투에서 비잔티움군과 로베르군은 격전을 벌였고 결국 두라초는 로베르군에게 함락되었다.

### 로마약탈(1084년)
로베르는 풀리아, 칼라브리아에서 반란이 일어나고 독일의 하인리히 4세가 1084년 3월 21일에 로마를 정복했다는 소식을 접하자 이탈리아로 회군했다. 반란을 진압하고 나자 교황 그레고리오 7세(재위 1073-85)로부터 구원요청이 들어왔다. 노르만족인 로베르는 교황의 안위 따위에는 큰 관심이 없었다. 다만 독일이 로마를 점령하여 자신에게 위협적인 세력으로 다가오자 개입할 필요가 있다고 판단했다.
1084년 5월 3만6,000명의 군사를 이끌고 로마로 진격했다. 노르만 군대는 교황 그레고리오 7세를 구출하며 벌어진 시가전에서 방화와 약탈을 자행하였다. 약탈에 흥분하여 봉기한 시민들에 의해 갑자기 포위되면서 로베르는 거의 목숨을 잃을 뻔하다가 아들 루지에로 보르사에 의해 구출되었다. 약탈로 인한 로마의 피해는 극심했으며 이로 인해 시민들의 분노가 거세자 교황의 신변이 위험해지자 로베르는 교황을 호위하여 로마에서 철수 하였다.

### 죽음과 후계
로마에서 돌아온 로베르는 다시 한 번 전열을 가다듬어 1084년 비잔티움 제국을 공격하였다. 궂은 날씨와 베네치아 해군의 방해를 뚫고 상륙하여 비잔티움 제국의 영토로 원정하던 도중 장티푸스로 추정되는 전염병이 로베르군을 공격했다. 불굴의 의지를 가진 로베르는 전염병에도 아랑곳하지 않고 계속 진군하다가 이듬해인 1085년 7월 17일 케팔로니아 섬으로 가다가 병에 걸려 죽었다.
그의 사후 공국은 아들인 루지에로 보르사에게 상속되었으나 아들들과 조카들의 상속권 다툼이 벌어졌다. 남 이탈리아의 노르만족은 이 과정에서 소외된 타란토의 보에몽과 같은 인물을 배출하며 제1차 십자군 이후 안티오키아 공국의 공작이 되어 새로이 비잔티움 제국에 맞서게 된다.

## 같이 보기
- 로마약탈 (1084년)
- 비잔티움 제국
- 풀리아 공작위